# E-ferry Ellen
E-ferry Ellen (danés: Elfærgen Ellen) es un ferry eléctrico. Opera la ruta de 22 NM entre las islas de Ærø y Als en el sur de Dinamarca.

## Antecedentes
Ellen se desarrolló en el marco de E-Ferry, un proyecto respaldado por la UE que costó 21,3 millones de euros. Aunque es alrededor de un 40% más caro que un barco convencional, los costes operativos son un 75% más bajos. Se espera que evite la emisión de 2.000 toneladas de dióxido de carbono (CO2) al año.
El ferry fue construido por Søby Værft A/S, con secciones fabricadas en Szczecin, Polonia. En septiembre de 2016, se soldaron 22 secciones y el casco fue remolcado a Søby en Ærø para su equipamiento.

## Proyecto
El proyecto E-ferry finalizó con éxito en junio de 2020, con Ellen prestando servicio. La evaluación del proyecto muestra:
- 85 % de eficiencia energética (de la red a la hélice)
- Consumo de 1600 kWh (por viaje de ida y vuelta de 22 millas náuticas; aprox. 40 km)
- Entre 4 y 8 años antes de que un mayor costo de inversión se convierta en ahorros debido a menores costes operativos
- 2.520 toneladas/año de emisiones de CO2 ahorradas (en comparación con un ferry diésel moderno; utilizando electricidad producida en Ærøby a partir de fuentes renovables limpias; 2.010 toneladas si funciona con la combinación de red estándar danesa)
- Las emisiones de CO2 procedentes de la producción de baterías se estiman entre 215 y 430 toneladas (tres meses de emisiones del mejor ferry diésel moderno)

## Diseño

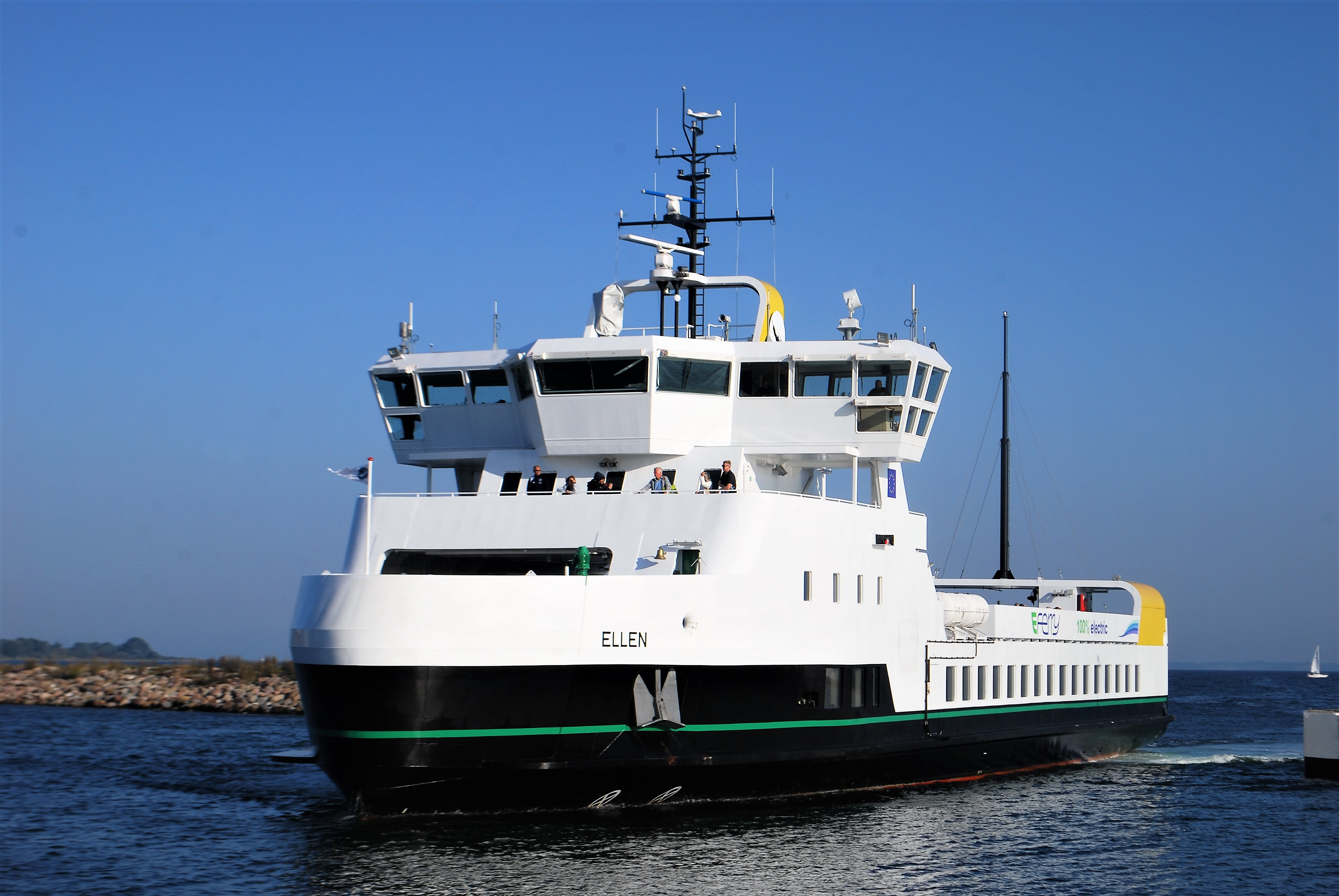
E-ferry Ellen en el año 2019.

Ellen puede transportar 30 vehículos y 200 pasajeros. Fue diseñada para minimizar el peso. Sus áreas de pasajeros están al mismo nivel que la cubierta para autos abierta. No tiene rampas, sino que utiliza las que están en tierra. El casco es de acero pero el puente es de aluminio. Los muebles de cubierta están hechos de papel reciclado en lugar de madera, lo que da al ferry un peso total de 650 toneladas.
Las baterías de Ellen fueron desarrolladas por Leclanché de Suiza y, según se informa, son óxido de litio, níquel, manganeso y cobalto. Están divididos en dos salas de baterías debajo de la cubierta y tienen una capacidad de 4,3 MWh, mayor que cualquier otro barco eléctrico de su época. Es uno de los primeros buques de este tipo que no tiene generador de emergencia. Un brazo de carga en la rampa de la costa se mueve con la marea y permite recargar la batería mientras se carga. El tiempo de carga es de unos 20 minutos.

## Historial de servicio
Ellen fue construido para operar las 22 millas náuticas entre las islas de Ærø y Als en el sur de Dinamarca. Reemplazó al MF Skjoldnæs desde el 15 de agosto de 2019.

## Galería

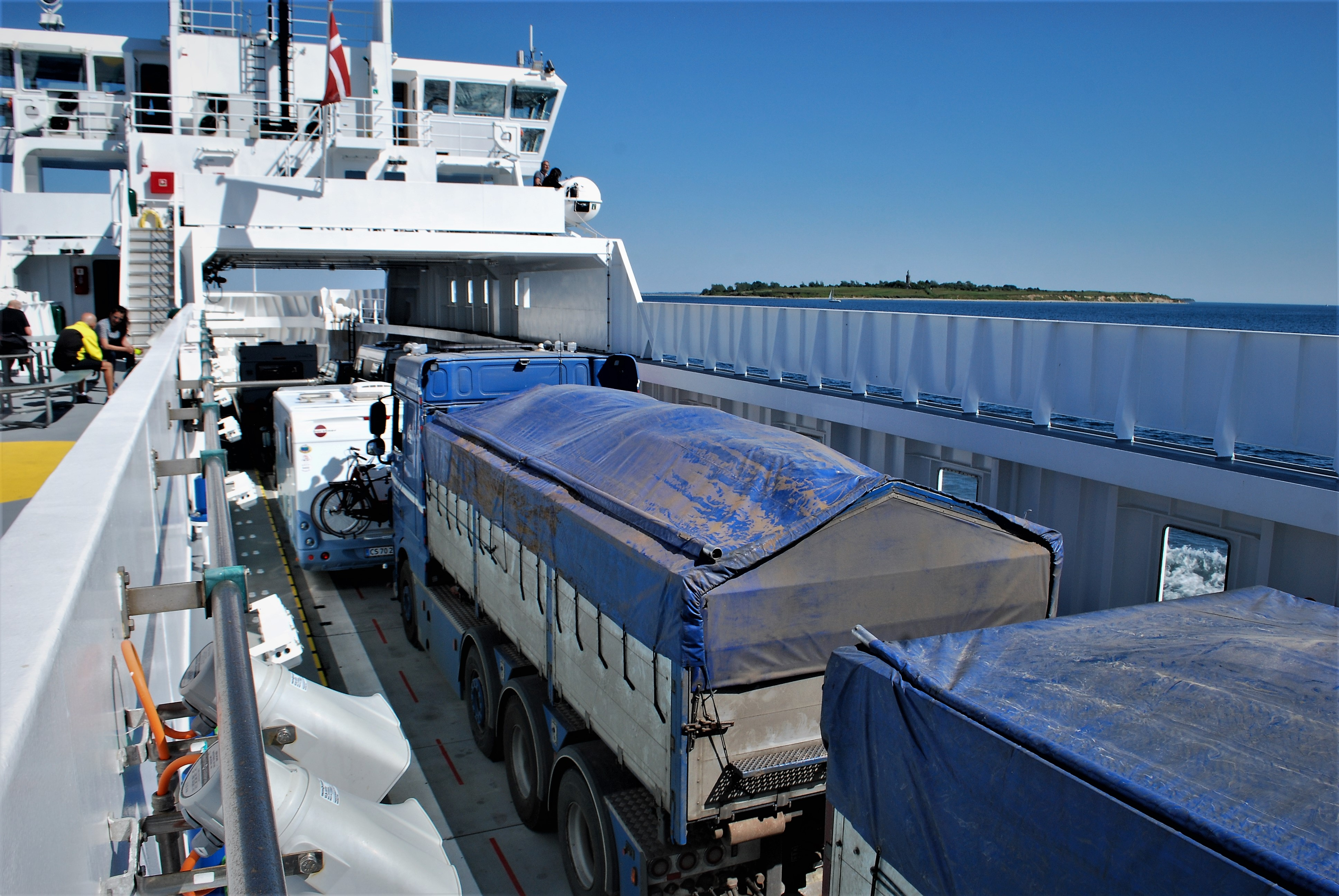
E-ferry Ellen
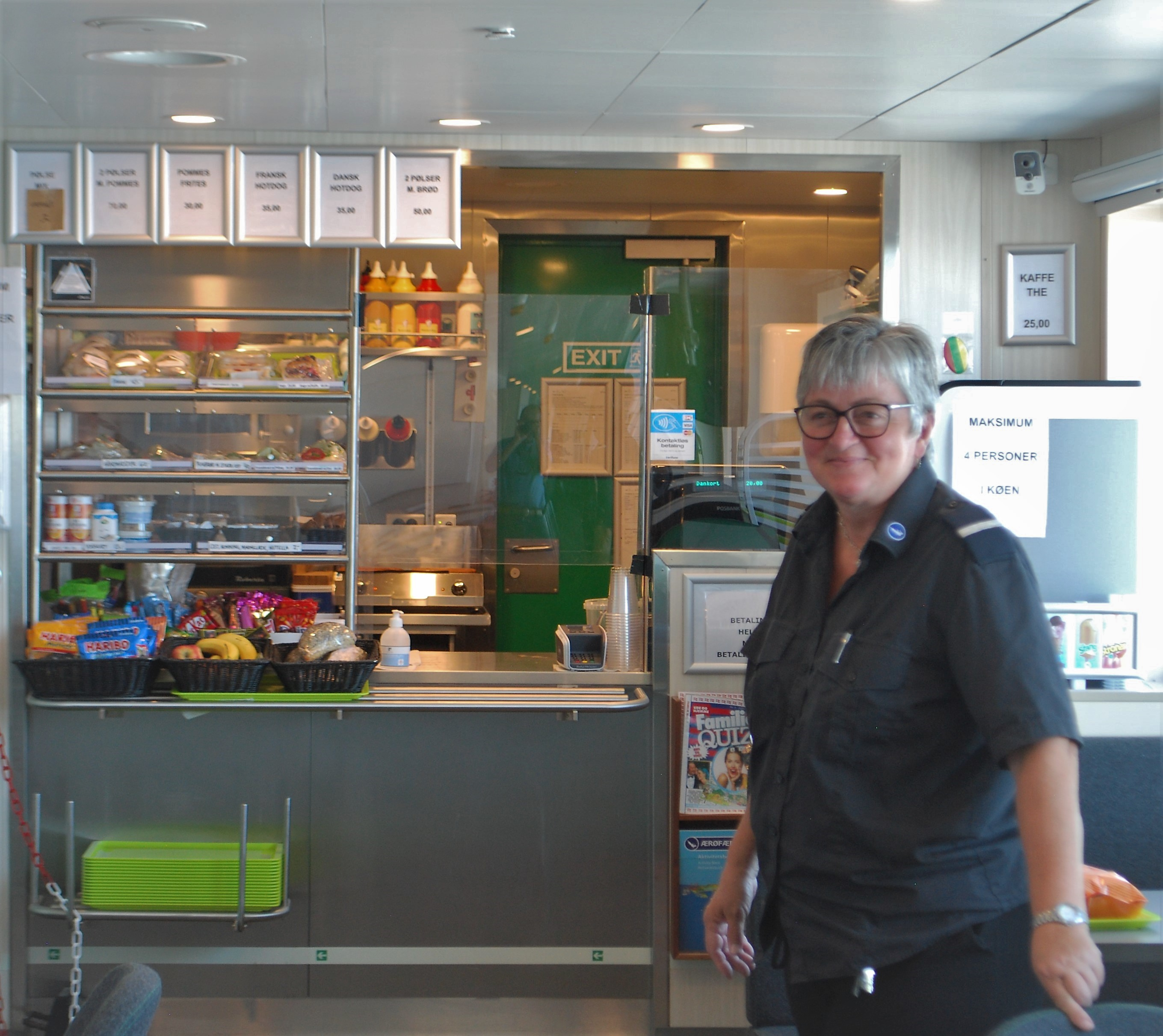
Café
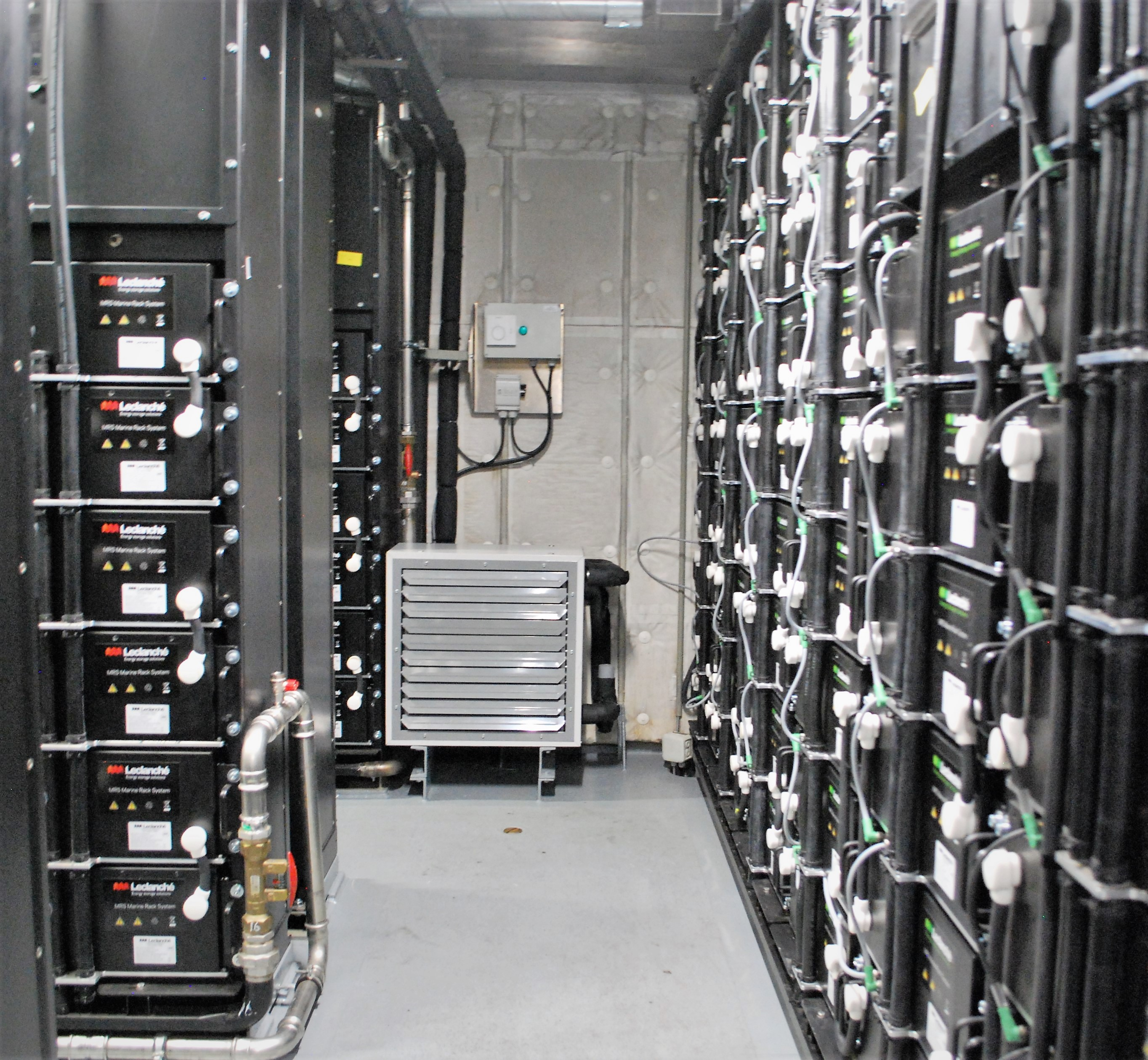
Batería 4.3 MWh
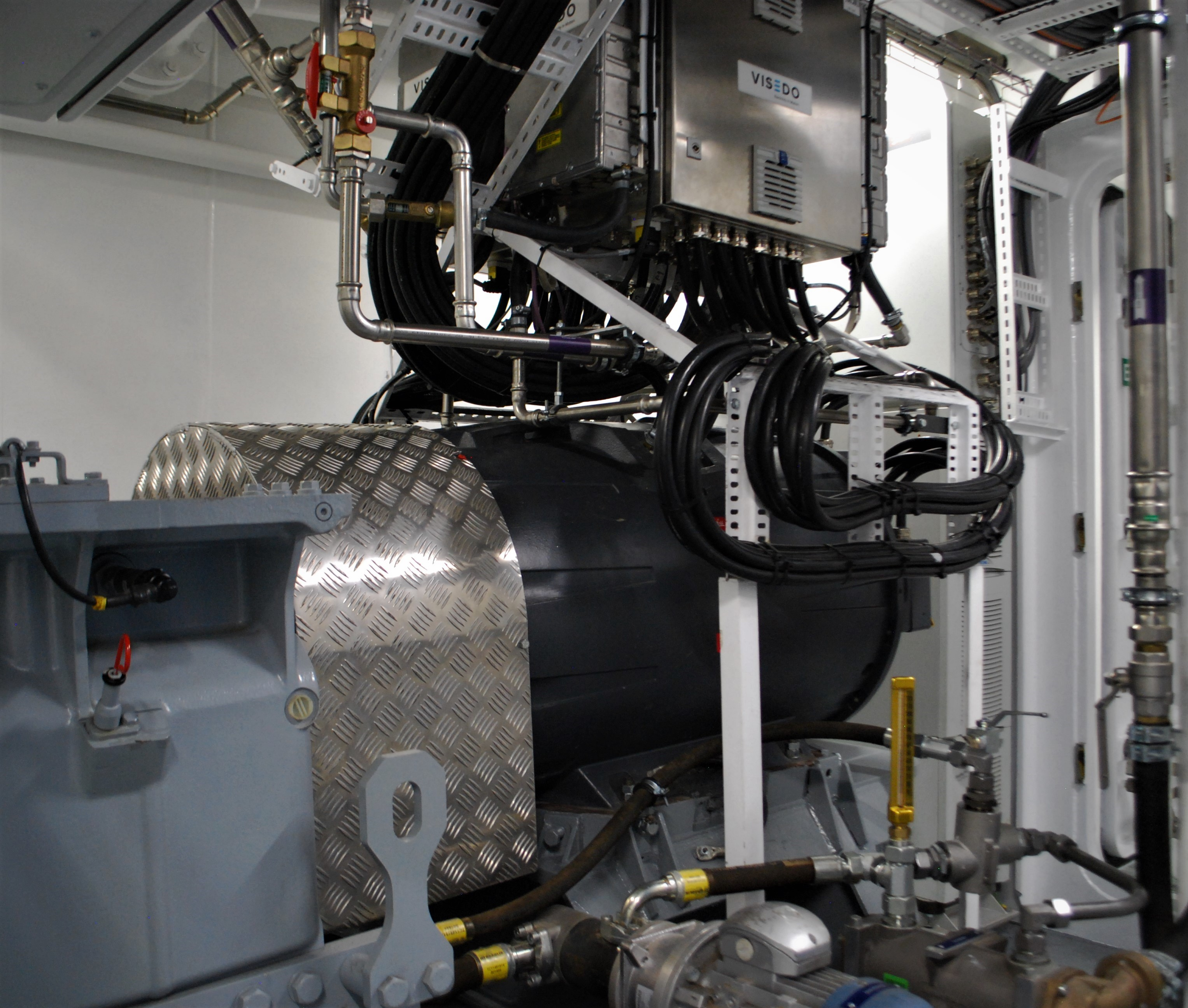
Motor eléctrico
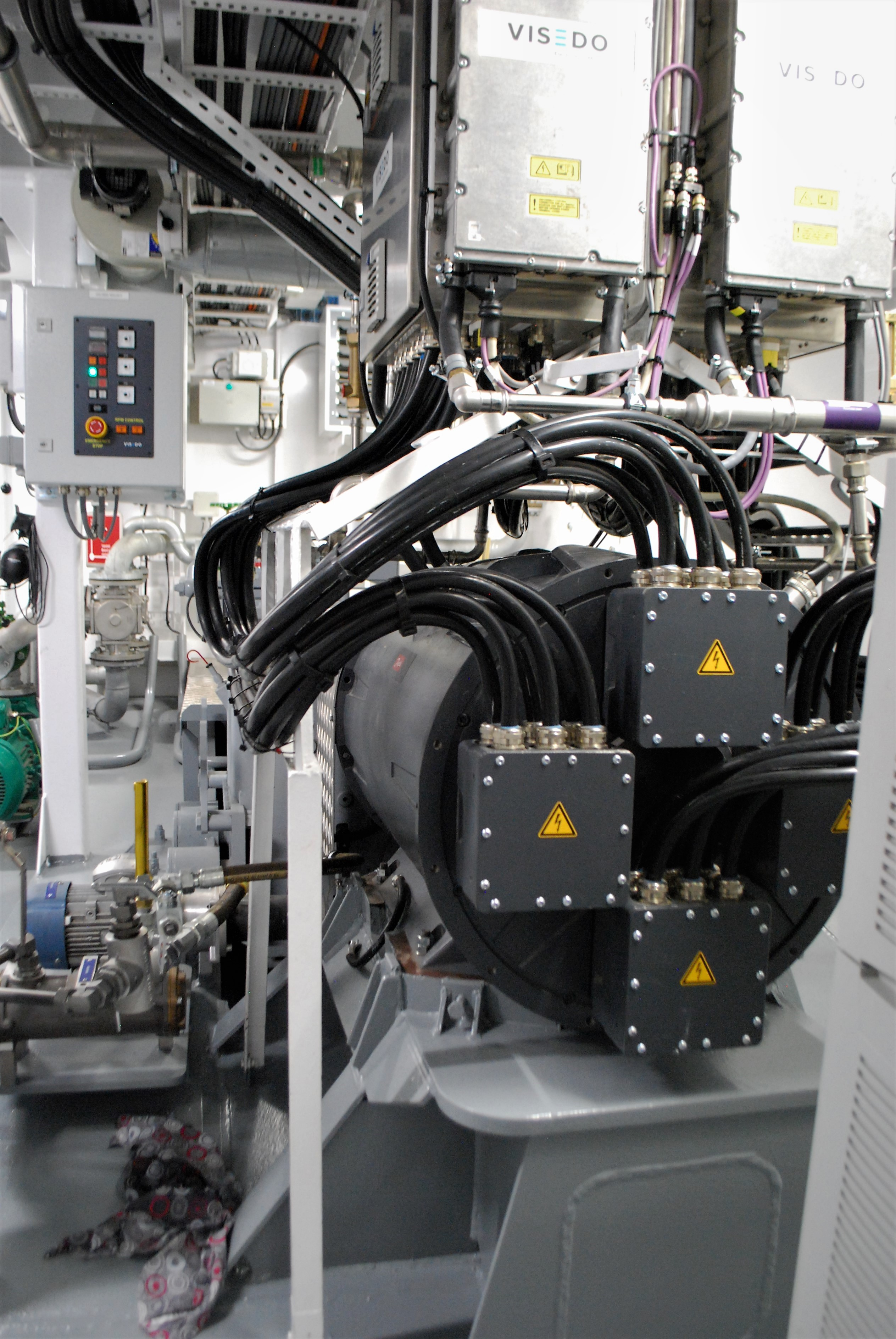
Motor eléctrico
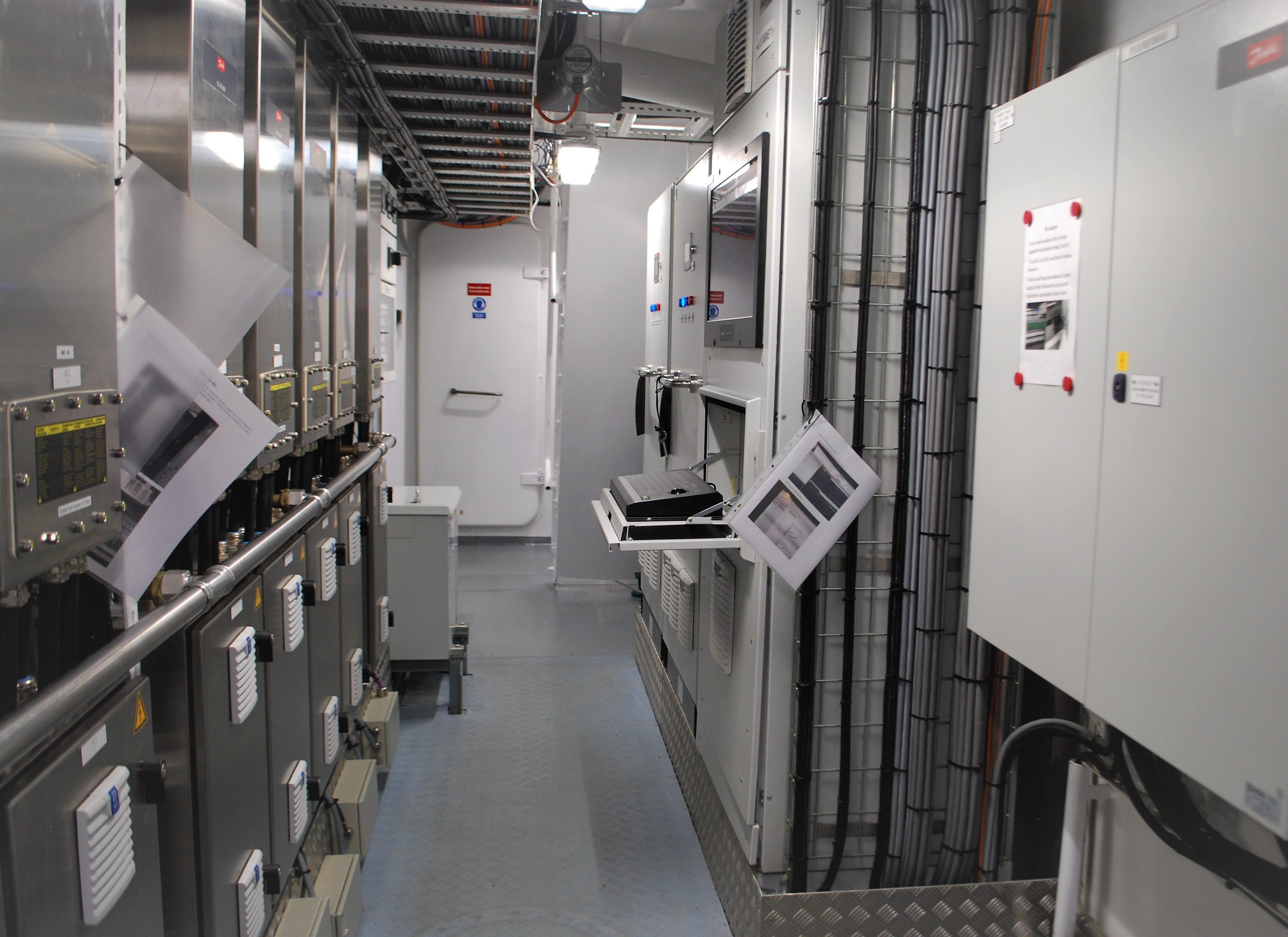
Sala de control